# Pierre Comte
 (juin 2021).
Si vous disposez d'ouvrages ou d'articles de référence ou si vous connaissez des sites web de qualité traitant du thème abordé ici, merci de compléter l'article en donnant les références utiles à sa vérifiabilité et en les liant à la section « Notes et références ».
Pour les articles homonymes, voir Comte (homonymie).
Pierre Comte, né le 13 mai 1927 à Grenoble et mort le 24 juin 2020 à Paris, est un artiste plasticien français.

## Biographie
Graphiste, puis cinéaste, puis plasticien,

### Graphiste
Pierre Comte est cofondateur du mouvement « Action graphique » qui imposa en son temps ce style novateur. Il a été le premier à introduire la projection cinématographique dans la mise en scène de spectacles, notamment à l’Opéra de Paris.

### Cinéaste
Pierre Comte a réalisé des courts métrages expérimentaux, des cinégraphismes, couplés à des œuvres de cinéastes tels que Luis Buñuel ou Claude Chabrol. Il est l’un des premiers à avoir réalisé des images composites pour l’édition ou la presse (couvertures de l’Express).

### Plasticien
Pierre Comte a inventé des machineries lumineuses pour le spectacle qui l’ont amené à l’Art cinétique et au Land art.
Lors de son époque « art cinétique » il a réalisé, entre autres, le Mur des vents  toujours visible à Paris, rue Dussoubs dans le deuxième arrondissement.
En 1979 il découvre le Space Art dont il est devenu l’un des théoriciens.
En 1983 est créé le groupe de recherche ARSAT (art-satellites) réunissant scientifiques et techniciens autour de son concept de structures spatiales gonflables.
Avec l’aide du CNES et de l’ESA, il propose et développe depuis plus de 30 ans de vastes installations au sol visibles depuis l'espace ainsi que des œuvres conçues pour la situation en microgravité (Zéro G Art).
De 1998 à 2015 secrétaire exécutif de la Commission astronautique de l’Aéro-Club de France.
Parmi les projets de Pierre Comte :
- projet HORUS : signe de 500 m de diamètre dont la propriété est d'être visible et identifiable à hauteur de satellites, créant ainsi une communication entre Terre et Espace. Plus ambitieux est le projet TRIANGLE DU PACIFIQUE utilisant les récifs coraliens pour créer un dispositif de 7 000 km de côté. Ce type de projet s'est concrétisé en 1989 avec l'opération "Signature Terre", symbole de 500x800m. enregistré par le satellite SPOT
- ARSAT : Visant initialement à créer le premier " happening" de l'espace (projet d'étoile artificielle) ce concept a abouti à la filière des structures gonflables avec de multiples applications dont les voiles solaires ou l'habitat spatial (programme Biospace).
- Depuis 1995 Pierre Comte explore aussi le ZERO G.ART, œuvres cinétiques évoluant en apesanteur dans l'Airbus Zéro G. du CNES, dans la navette américaine et dans l'International Space Station (ISS).

Activité de prospectiviste depuis 1996. Coordinateur du n° spécial de la revue AEROFRANCE consacré au futur de l'Espace (décembre 2011). Sortie en librairie d'un essai" La fascination astronautique". Editeur:HD arts/sciences. En décembre 2012, création de l'association "l'art en orbite" visant à soutenir les projets de Pierre Comte. 2014 Conférence sur l'art en orbite à l'Aéro-Club de France. Fin 2016 sortie en librairie du livre autobiographique "De l'art cinétique au Space Art" chez HDiffusion. Coordinateur du numéro spécial d 'AEROFRANCE sur le thème "Vivre dans l'espace" (1er trimestre 2018).Conférerence à l'Aéro-Club de France sur le thème de : L'aventure ARSAT le 18 mars 2019.

## Expositions personnelles
- 1996 : Exposition personnelle, ESA Headquarters, Paris
- 1998 : Exposition personnelle, "Vivre l'espace - Art et Science", Institut Cochin de génétique moléculaire, Paris,
- 2001/2002 : Exposition personnelle, Musée Bertrand, Châteauroux,
- 2007 : Exposition personnelle à Paris, galerie "A l'enseigne des Oudin".
- 2010 : Exposition personnelle "Art-Air-Espace" à la Médiathèque de Châteauroux.